# Дефаунація
Дефауна́ція (англ. defaunation) — процес в екосистемі, в ході якого популяція надхижаків і рослиноїдних знижується через вплив людини на довкілля, що призводить до зникнення рослинності екосистем. Рослиноїдні тварини є важливими для збереження біорізноманіття лісів, оскільки регулюють кількість видів рослин і поширення насіння. Дефаунація істотно впливає на довкілля й охорону природи.
Один з основних факторів дефаунації — браконьєрство.
У біології вилучення найпростіших із рубця жуйних тварин також називають дефаунацією. Дефаунація рубця впливає на його обсяг, витрату азоту і перетравність органічних речовин та клітинних стінок вуглеводів.